# Omostropus
Omostropus is een geslacht van kevers uit de familie van de loopkevers (Carabidae). De wetenschappelijke naam van het geslacht is voor het eerst geldig gepubliceerd in 1896 door Peringuey.

## Soorten
Het geslacht Omostropus omvat de volgende soorten:
- Omostropus australis Basilewsky, 1946
- Omostropus bulirschi Facchini, 2012
- Omostropus cratognathoides (Chaudoir, 1876)
- Omostropus kilimanus Basilewsky, 1946
- Omostropus mandibularis (Roth, 1851)
- Omostropus minor Basilewsky, 1948
- Omostropus rotundatus Clarke, 1973
- Omostropus similis Peringuey, 1896
- Omostropus tersulus Peringuey, 1896
- Omostropus vicarius Peringuey, 1896